# Liv Lisa Fries

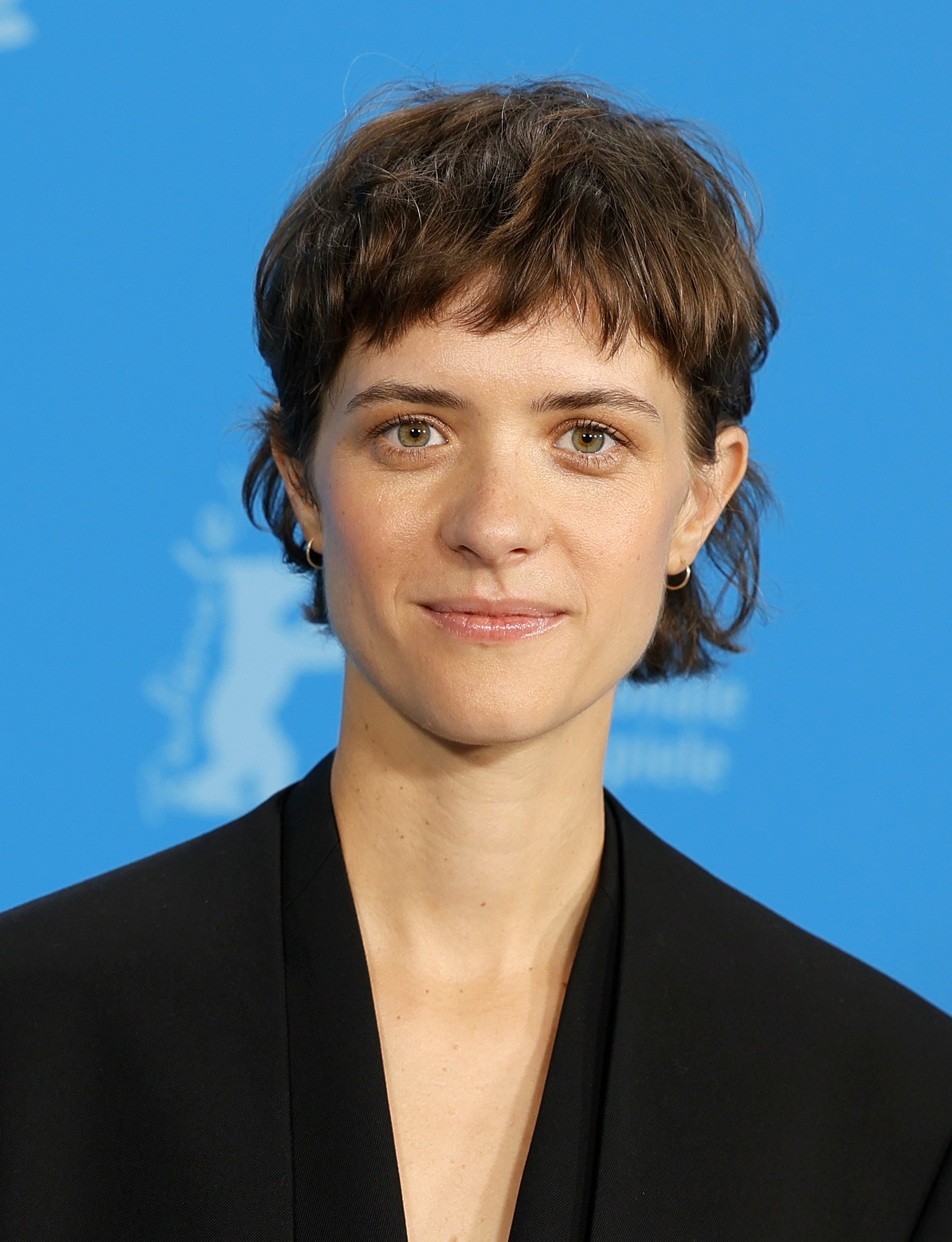
Liv Lisa Fries (2024)

Liv Lisa Fries (* 31. Oktober 1990 in Berlin) ist eine deutsche Schauspielerin. Einem breiten Publikum wurde sie in der Rolle der ‚Charlotte Ritter‘ in der Serie Babylon Berlin und als zentrale Figur in dem NS-Drama In Liebe, Eure Hilde bekannt. Für letztgenannten Film wurde sie im Jahr 2025 mit dem Deutschen Filmpreis ausgezeichnet.

## Leben

### Ausbildung und Anfänge
Liv Lisa Fries, die in Berlin-Pankow als Tochter eines Matrosen und einer Schiffsstewardess geboren wurde und aufwuchs, nahm als Jugendliche Schauspielunterricht, unter anderen bei Kristiane Kupfer.
Ihre erste Hauptrolle hatte sie 2006 in Schimanski – Tod in der Siedlung, wo sie neben Götz George und Ludwig Trepte agierte. 2010 legte sie ihr Abitur ab und war in dieser Zeit in diversen Fernsehproduktionen, zum Beispiel in SOKO Köln, Kommissar Stolberg oder Bella Block, zu sehen. Im Debütspielfilm Bis aufs Blut – Brüder auf Bewährung konnte man sie 2010 erstmals in einer größeren Rolle auf der Kinoleinwand sehen, der Film Romeos wurde im Rahmen der Berlinale 2011 gezeigt.

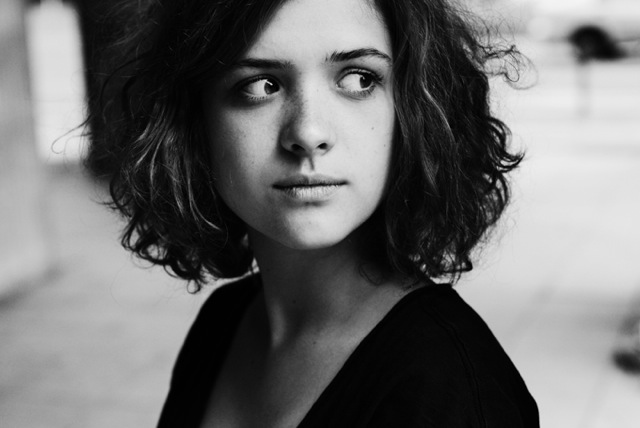
Liv Lisa Fries, 2012

### Schauspielkarriere
Für ihre Hauptrolle als gewalttätige Jugendliche im ARD-Drama Sie hat es verdient wurde Fries 2011 mit dem Günter-Strack-Fernsehpreis ausgezeichnet und erhielt 2012 bei der Verleihung der Goldenen Kamera die Lilli Palmer & Curd Jürgens Gedächtniskamera als beste Nachwuchsschauspielerin. 2012 spielte sie Rosenrot in dem Märchenfilm Schneeweißchen und Rosenrot.
Für die Rolle der an Mukoviszidose erkrankten Lea in Und morgen Mittag bin ich tot wurde Fries unter anderem 2014 als beste Nachwuchsdarstellerin mit dem Bayerischen Filmpreis und dem Max-Ophüls-Preis ausgezeichnet.
2013 verkörperte sie in einer Folge des für Arte und das ZDF produzierten Sechsteilers Frauen, die Geschichte machten die Widerstandskämpferin Sophie Scholl.
Fries spielt seit 2017 die Hauptfigur ‚Charlotte Ritter‘ in der Serie Babylon Berlin, der bislang teuersten deutschen Fernsehproduktion. 2018 gewann sie für ihre Darstellung den Grimme-Preis.
Im Jahr 2024 spielte sie die Rolle der Milena Jesenská im sechsteiligen Fernsehfilm Kafka von David Schalko und Daniel Kehlmann sowie Hilde Coppi in Andreas Dresens Film In Liebe, Eure Hilde. Für letztgenannten Film gewann sie im Jahr 2025 den Deutschen Filmpreis in der Kategorie Beste weibliche Hauptrolle.

### Sonstiges
2011 war Fries beim Filmfestival Münster jüngstes Jury-Mitglied; 2014 saß sie in der Jury beim 10. Festival des deutschen Films in Ludwigshafen. Fries ist eine der Erstunterzeichnerinnen der Stiftung Jeder Mensch e. V. für neue Grundrechte in Europa.

### Privates
Seit 2020 lebt Fries in Brandenburg.

## Filmografie

### Kino
- 2008: Die Welle
- 2010: Unbelehrbar (Regie: Anke Hentschel)
- 2010: Bis aufs Blut – Brüder auf Bewährung
- 2011: Romeos
- 2012: Staudamm (Regie: Thomas Sieben)
- 2013: Und morgen Mittag bin ich tot
- 2014: Die Präsenz
- 2015: Heil
- 2015: Boy 7
- 2016: Die Ermittler – Nur für den Dienstgebrauch
- 2016: Lou Andreas-Salomé
- 2017: Rakete Perelman
- 2019: Prélude
- 2021: Hinterland
- 2021: Bekenntnisse des Hochstaplers Felix Krull
- 2021: München – Im Angesicht des Krieges (Munich: The Edge of War)
- 2021: Zwischen uns (Regie: Max Fey)
- 2023: Freud – Jenseits des Glaubens (Freud’s Last Session)
- 2024: In Liebe, Eure Hilde

### Fernsehen

#### Fernsehfilme
- 2008: Die Jagd nach dem Schatz der Nibelungen
- 2008: Guter Junge
- 2009: Liebling, weck die Hühner auf
- 2011: Sie hat es verdient
- 2011: Eine halbe Ewigkeit
- 2011: Vater Mutter Mörder
- 2012: Schneeweißchen und Rosenrot
- 2013: Frauen, die Geschichte machten – Sophie Scholl (Dokudrama)

#### Fernsehserien und -reihen
- 2007: Schimanski: Tod in der Siedlung
- 2011: SOKO Köln (Fernsehserie, Folge Aufgeflogen!)
- 2011: Kommissar Stolberg (Fernsehserie, Folge Zwischen den Welten)
- 2012: Bella Block: Der Fahrgast und das Mädchen
- 2012: Polizeiruf 110: Fieber
- 2012: Donna Leon – Reiches Erbe
- 2013: Add a Friend (5 Folgen)
- 2014: Tatort: Zirkuskind
- seit 2017: Babylon Berlin
- 2018: Counterpart (6 Folgen)
- 2024: Kafka

## Hörspiele
- 2014: Iris Drögekamp: Als mein Vater ein Busch wurde und ich meinen Namen verlor – Regie: Iris Drögekamp (Kinderhörspiel – SWR)

## Auszeichnungen

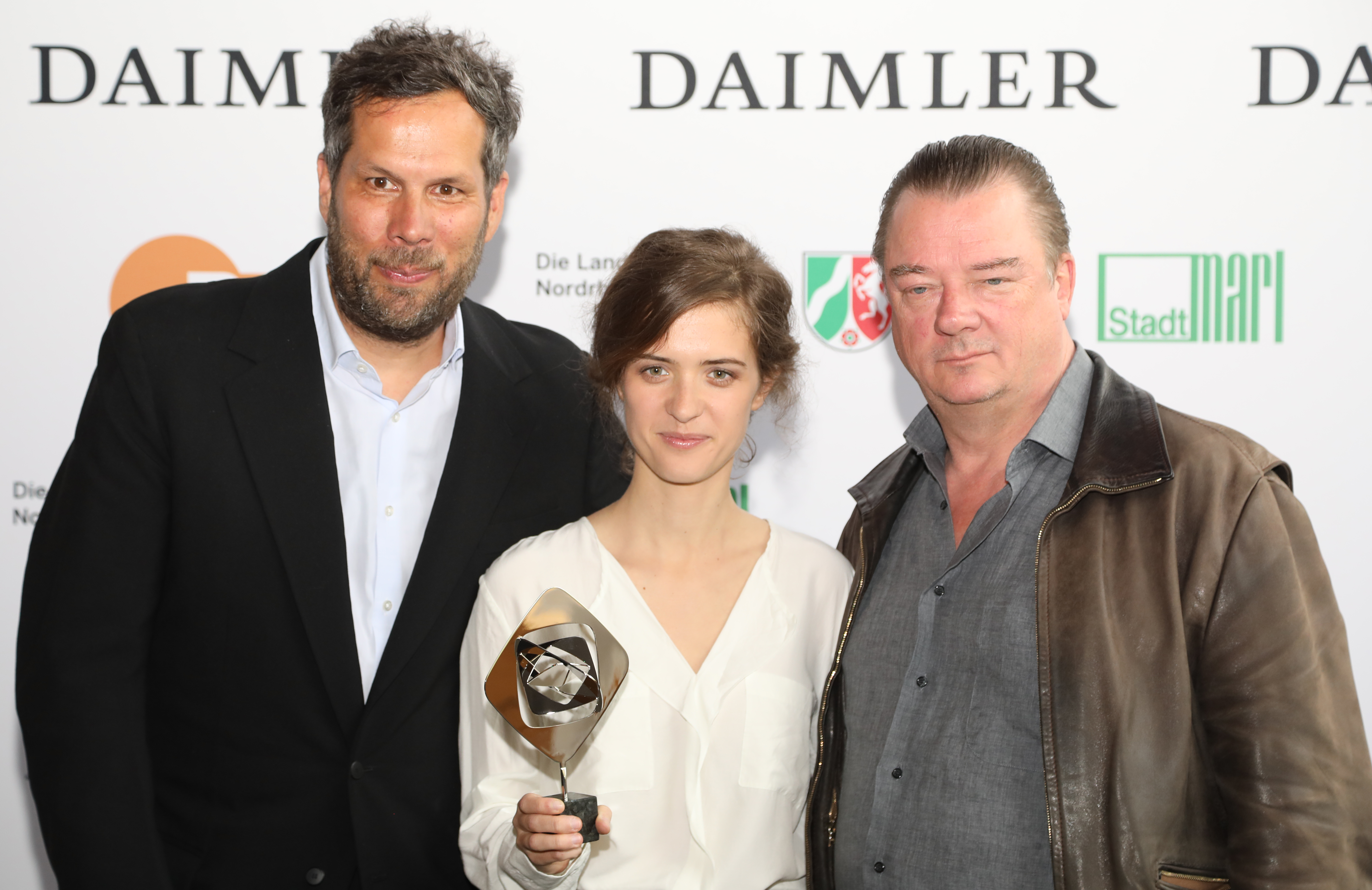
Achim von Borries, Liv Lisa Fries und Peter Kurth bei der Grimme-Preis-Verleihung 2018

- 2011: Günter-Strack-Fernsehpreis als beste Nachwuchsschauspielerin
- 2011: Audi Generation Award in der Kategorie „Medien“
- 2012: Goldene-Kamera-Verleihung – Lilli Palmer & Curd Jürgens Gedächtniskamera
- 2012: Nominierung für den New Faces Award als beste Nachwuchsschauspielerin
- 2013: Nominierung für den Max-Ophüls-Preis als beste Nachwuchsschauspielerin in Staudamm
- 2014: Bayerischer Filmpreis 2013 als beste Nachwuchsdarstellerin in Und morgen Mittag bin ich tot
- 2014: Max-Ophüls-Preis als beste Nachwuchsdarstellerin in Und morgen Mittag bin ich tot[2]
- 2014: Deutscher Regiepreis Metropolis als beste Schauspielerin in Und morgen Mittag bin ich tot
- 2015: Nominierung für den Jupiter-Award als beste Darstellerin National
- 2015: Preis der deutschen Filmkritik 2014 als beste Darstellerin in Staudamm und Und morgen Mittag bin ich tot
- 2018: Grimme-Preis für Babylon Berlin[6]
- 2018: Nominierung für den Deutschen Fernsehpreis als beste Schauspielerin in Babylon Berlin[7]
- 2021: Verdienstorden des Landes Berlin
- 2023: Deutscher Schauspielpreis als beste Schauspielerin in einer dramatischen Hauptrolle für Babylon Berlin[8]
- 2024: Preis für die beste darstellerische Leistung auf dem Filmkunstfest Mecklenburg-Vorpommern für die Rolle der Hilde Coppi in In Liebe, Eure Hilde[9]
- 2024: Festival des deutschen Films: Preis für Schauspielkunst[10]
- 2024: Günter-Rohrbach-Filmpreis: Auszeichnung als beste Darstellerin für In Liebe, Eure Hilde[11]
- 2025: Deutscher Filmpreis, Auszeichnung für die Beste weibliche Hauptrolle für In Liebe, Eure Hilde